# Republikein
Republikein (zu Deutsch: Republikanische), ehemals Die Republikein, ist eine afrikaanssprachige Tageszeitung in Namibia, mit Sitz in Windhoek.
Neben Afrikaans werden vereinzelte Berichte auch auf Englisch und Oshivambo abgedruckt. Die Grundrichtung der Zeitung gilt als konservativ. Es erscheinen unregelmäßig Sonderbeilagen vor allem zu den Themen Landwirtschaft und Fahrzeuge.

## Geschichte
Die Republikein wurde im Dezember 1977 durch die Republikanische Partei (RP) gegründet sowie finanziert und fungierte als Sprachrohr der RP. Im Zuge des politischen Wandels übernahm die Demokratische Turnhallenallianz die Finanzierung der Zeitung in den achtziger Jahren. Nach der Unabhängigkeit Namibias 1990 wurde die Zeitung durch die Namibia Media Holdings übernommen und versuchte ihre politische Neutralität wiederzuerlangen.